# Quadrangular Internacional do Rio de Janeiro
O Quadrangular Internacional do Rio de Janeiro foi uma competição internacional disputada no Estádio do Maracanã no ano de 1953. O torneio contou com a participação de dois clubes do Brasil, Vasco da Gama e Flamengo, e com duas equipes da Argentina, Boca Juniors e Racing. O Vasco sagrou-se campeão invicto após empatar por 4 a 4 com o Boca Juniors, por 3 a 3 com o Racing, e golear o Flamengo por 5 a 2.

## Participantes
- Vasco da Gama - Campeão carioca de 1952
- Flamengo - Vice-campeão carioca de 1952
- Racing - Vice-campeão argentino de 1952
- Boca Juniors - Time convidado

## Classificação final
| Pos. | Time          | Pts | J | V | E | D | GP | GC | SG |
| ---- | ------------- | --- | - | - | - | - | -- | -- | -- |
| 1    | Vasco da Gama | 4   | 3 | 1 | 2 | 0 | 12 | 9  | +3 |
| 2    | Flamengo      | 3   | 3 | 1 | 1 | 1 | 7  | 8  | –1 |
| 3    | Boca Juniors  | 3   | 3 | 1 | 1 | 1 | 9  | 10 | –1 |
| 4    | Racing        | 2   | 3 | 0 | 2 | 1 | 6  | 7  | –1 |

## Partidas
| 24 de janeiro de 1953 | Flamengo  | 1 – 1     | Racing         | Maracanã - Rio de Janeiro                                      |
|                       | Índio 60' | Relatório | Mario Boyé 71' | Público: 31,977 presentes Árbitro: Carlos de Oliveira Monteiro |

| 25 de janeiro de 1953 | Vasco da Gama                                                                              | 4 – 4     | Boca Juniors                                                                           | Maracanã - Rio de Janeiro                       |
|                       | Vavá 46' · Ademir de Menezes 50' · Jorge 58' · Ademir de Menezes 75' · Ipojucan 88' (pen.) | Relatório | Roberto Rolando 08' · Elio Montaño 35' · Roberto Rolando 53' · Juan Carlos Navarro 57' | Público: 28,295 presentes Árbitro: Mário Vianna |

| 31 de janeiro de 1953 | Flamengo                                                        | 4 – 2     | Boca Juniors                              | Maracanã - Rio de Janeiro                                  |
|                       | Adãozinho 03' · Adãozinho 30' · Rubens 50' (pen.) · Zagallo 65' | Relatório | Roberto Rolando 36' · Roberto Rolando 84' | Público: 32,169 presentes Árbitro: Alberto da Gama Malcher |

| 1 de fevereiro de 1953 | Vasco da Gama                                             | 3 – 3     | Racing                                                     | Maracanã - Rio de Janeiro                       |
|                        | Ademir de Menezes · Ademir de Menezes · Ademir de Menezes | Relatório | Manuel Blanco · Llamil Simes · José García Pérez · Haroldo | Público: 28,308 presentes Árbitro: Mário Vianna |

| 3 de fevereiro de 1953 | Boca Juniors                                                     | 3 – 2     | Racing                                      | Maracanã - Rio de Janeiro                                  |
|                        | Juan Carlos Navarro 26' · Elio Montaño 48' · Roberto Rolando 65' | Relatório | Norberto Méndez 23' · Mario Boyé 80' (pen.) | Público: 31,150 presentes Árbitro: Alberto da Gama Malcher |

### Partida decisiva
| 3 de fevereiro de 1953 | Vasco da Gama                                                                       | 5 – 2     | Flamengo                  | Maracanã - Rio de Janeiro                                      |
|                        | Chico 21' · Ademir de Menezes 27' · Sabará 29' · Ademir de Menezes 54' · Sabará 79' | Relatório | Adãozinho 06' · Índio 23' | Público: 31,150 presentes Árbitro: Carlos de Oliveira Monteiro |

## Premiação
| Quadrangular Internacional do Rio de Janeiro |
| Brasil                                       |
| -------------------------------------------- |
| VASCO DA GAMA Campeão (1.º título)           |

### Time campeão
Vasco da Gama:
Barbosa (Ernani), Augusto e Haroldo; Ely (Mirim), Danilo, Valter (Jorge) (Sarno); Sabará, Ipojucan, Ademir de Menezes, Alvinho (Vavá) e Chico (Dejair)